# Tularosa
Tularosa és una població dels Estats Units a l'estat de Nou Mèxic. Segons el cens del 2000 tenia 2.864 habitants.

## Demografia
Segons el cens del 2000, Tularosa tenia 2.864 habitants, 1.134 habitatges, i 765 famílies. La densitat de població era de 526,6 habitants per km².
Dels 1.134 habitatges en un 31% hi vivien nens de menys de 18 anys, en un 48,2% hi vivien parelles casades, en un 14,9% dones solteres, i en un 32,5% no eren unitats familiars. En el 28,4% dels habitatges hi vivien persones soles el 12,6% de les quals corresponia a persones de 65 anys o més que vivien soles. El nombre mitjà de persones vivint en cada habitatge era de 2,53 i el nombre mitjà de persones que vivien en cada família era de 3,09.
Per edats la població es repartia de la següent manera: un 27,4% tenia menys de 18 anys, un 7,3% entre 18 i 24, un 24,9% entre 25 i 44, un 24% de 45 a 60 i un 16,4% 65 anys o més.
L'edat mediana era de 39 anys. Per cada 100 dones de 18 o més anys hi havia 91,4 homes.
La renda mediana per habitatge era de 27.522 $ i la renda mediana per família de 30.313 $. Els homes tenien una renda mediana de 23.654 $ mentre que les dones 18.080 $. La renda per capita de la població era de 12.507 $. Aproximadament el 19,5% de les famílies i el 21,4% de la població estaven per davall del llindar de pobresa.

## Poblacions més properes
El següent diagrama mostra les poblacions més properes.